# Galaxy I
Die Galaxy I ist ein Fährschiff, das zuletzt von Silja Line als Galaxy im Verkehr zwischen Stockholm und Åbo/Turku eingesetzt wurde.

## Geschichte
Das unter der Baunummer 435 auf der Aker Finnyards in Rauma als Galaxy gebaute Schiff wurde am 28. Oktober 2004 von Tallink bestellt. Die Kiellegung erfolgte am 21. April 2005. Am 1. Dezember wurde das Schiff ausgedockt und von Johanna-lisebel Järvelill getauft. Am 18. April 2006 wurde die Galaxy an Tallink Sea Line abgeliefert. Das Schiff kam unter estnische Flagge mit Heimathafen Tallinn in Fahrt. Zunächst wurde es zwischen Tallinn und Helsinki eingesetzt. Ab dem 21. Juli 2008 fuhr es unter schwedischer Flagge. Ab dem 23. Juli 2008 wurde das Schiff auf der Strecke Stockholm – Mariehamn/Långnäs – Åbo/Turku eingesetzt.
2022 wurde das Schiff an das niederländische Unternehmen Slaapschepen Public verchartert, das es für das Centraal Orgaan opvang asielzoekers (COA), die niederländische Agentur für die Aufnahme von Asylbewerbern, als Unterkunftsschiff für Flüchtlinge betreibt. Es war zunächst für sieben Monate mit Option zur Verlängerung um drei Monate verchartert und wird seit Ende September 2022 im Coenhaven in Amsterdam betrieben. Die Charter wurde später bis Oktober 2023 verlängert. 2023 wurde das Schiff unter die Flagge Lettlands gebracht und in Galaxy I umbenannt.
Am 29. November 2012 brach an Bord des Schiffes ein Feuer aus, das jedoch schnell von der Besatzung gelöscht werden konnte.

## Schwesterschiffe
Das Schiff hat mit der Baltic Princess und Baltic Queen zwei Schwesterschiffe.